# 聖約翰伍德站
聖約翰伍德站（英語：St. John's Wood tube station）是倫敦地鐵的一個車站，位於西敏市聖約翰伍德。聖約翰伍德站開通於1939年，是朱比利線的車站。聖約翰伍德站位於倫敦第2收費區往來聖約翰伍德站及貝克街站通常少於3分鐘。。

## 外部連結
- London Transport Museum Photographic Archive （页面存档备份，存于）
  - Station in December 1939
  - Station in June 1974 after apartment building had been constructed on top